# Jenny Toitgans
Jenny Toitgans (ur. 28 marca 1905 w Schaerbeek, zm. 22 października 1986 w Brukseli) – belgijska lekkoatletka, dyskobolka.
Podczas igrzysk olimpijskich w Amsterdamie (1928) zajęła ostatnie – 21. miejsce.

## Rekordy życiowe
- Rzut dyskiem – 33,79 (17 lipca 1932, Schaerbeek) były rekord Belgii[3]